# Palacios de la Sierra
Palacios de la Sierra ist ein Ort und eine zur bevölkerungsarmen Region der Serranía Celtibérica gehörende Gemeinde (municipio) mit insgesamt nur noch 675 Einwohnern (Stand: 2024) in der nordspanischen Provinz Burgos in der Autonomen Gemeinschaft Kastilien-León.

## Lage und Klima
Der Ort Palacios de la Sierra liegt auf dem Südufer des Río Arlanza in der Sierra de la Demanda in einer Höhe von ca. 1070 m. Die Provinzhauptstadt Burgos ist gut 75 km (Fahrtstrecke) in nordwestlicher Richtung entfernt; die Kleinstadt Salas de los Infantes liegt nur ca. 18 km nordwestlich. Das Klima ist gemäßigt bis warm; Regen (ca. 575 mm/Jahr) fällt hauptsächlich im Winterhalbjahr.

## Bevölkerungsentwicklung
| Jahr      | 1857  | 1900  | 1950  | 2000 | 2018 |
| Einwohner | 1.186 | 1.204 | 1.332 | 880  | 721  |

Der deutliche Bevölkerungsrückgang seit den 1950er Jahren ist im Wesentlichen auf die Mechanisierung der Landwirtschaft, die Aufgabe bäuerlicher Kleinbetriebe und den daraus entstandenen Mangel an Arbeitsplätzen auf dem Lande und speziell in den Bergregionen zurückzuführen.

## Wirtschaft
Palacios de la Sierra liegt an der ehemaligen und auch heute noch genutzten Straße zwischen Soria und Burgos. Über die sonst übliche Selbstversorgungswirtschaft auf der Grundlage von Ackerbau und Viehzucht hinaus kamen folglich auch Waren und Gedanken in die Kleinstadt, in der sich Händler, Handwerker und Dienstleister niederließen. Heute spielt der Sommertourismus eine nicht unbedeutende Rolle im Wirtschaftsleben der Gemeinde.

## Geschichte
Funde aus keltischer, römischer, westgotischer und selbst aus islamisch-maurischer Zeit fehlen weitgehend. Die ursprünglich als Sommerweide dienende Gegend wurde wahrscheinlich bereits Ende des 9. Jahrhunderts vom Grafen Diego Rodríguez Porcelos zurückerobert (reconquista); ihre Wiederbesiedlung (repoblación) erfolgte hauptsächlich durch Christen aus dem Norden und Süden der Iberischen Halbinsel. Im Mittelalter gehörte der Ort zum regional bedeutenden Gemeindeverband des Alfoz de Lara.

## Sehenswürdigkeiten
- Die ins ausgehende 16. Jahrhundert zu datierende örtliche Pfarrkirche (Iglesia de Santa Eulalia) ist der hl. Eulalia von Mérida geweiht. Sie steht an der Stelle eines romanischen Vorgängerbaus, von dem noch Teile des Glockenturms (campanario) und der Taufstein (pila bautismal) erhalten sind. Das Südportal zeigt Dekorformen der Renaissance. Die dreischiffige spätgotische Hallenkirche verfügt über Sterngewölbe und mehrere barocke Altarretabel (retablos); die Dreischiffigkeit und die Ausstattung zeugen von der einstigen Bedeutung des Ortes.[5]
- Die vierbogige Steinbrücke (Puente de Dehesilla) über den Río Arlanza stammt in etwa aus derselben Zeit.[6]

Umgebung
- In der Umgebung des Ortes befinden sich – als einzige Überreste ehemaliger Siedlungen – vier mittelalterliche Bestattungsplätze: In der Necrópolis de el Castillo[7] wurden über 500 Steingräber entdeckt; die Necrópolis de Bañuelos[8] besteht hauptsächlich aus Felsgräbern, wohingegen die Necrópolis de Nava[9] über mehr als 50 Sarkophage verfügt und etwas jünger datiert wird; die Necrópolis de Pajares[10] ist die kleinste Anlage von allen.